# Flávio Rogério
Flávio Rogério, właśc. Flávio Rogério Ribeiro (ur. 22 grudnia 1976 w Siqueirze) – były brazylijski piłkarz występujący najczęściej na pozycji obrońcy. Posiada także obywatelstwo meksykańskie.